# Розничный банк
Розничный банк — кредитная организация, которая обслуживает большое количество клиентов, при этом применяя специальные технологии, спектр оказываемых банковских услуг розничного банка очень большой. В розничном банке обслуживаются юридические и физические лица. Не все банки, которые занимаются оказанием услуг населению, называются розничными банками.

## Описание
Классический розничный банк ориентирован на работу с самой разнообразной клиентской группой.
Розничный банк в XXI веке — это кредитная организация, которая применяет специальные технологии, занимается обслуживанием большого количества клиентов, и оказывает им максимально большое количество услуг. Технологии, которые применяются в розничном банке подобны тем технологиям, которые применяются в сетевых магазинах и в сфере услуг. В розничном банке все ориентировано на потребителя.
Услугами розничного банка пользуются предприниматели и юридические лица. Менеджеры розничного банка сосредоточены на том, чтобы наиболее полно удовлетворить потребности клиентов.
Розничный банк строится из четырех основных блоков: хозяйственного блока, IT-направления, планирования и мотивации, системы разработки и продажи платежных сервисов и продуктов банка. Розничный банк это кредитная организация с широкой межрегиональной сеткой точек продаж. Обслуживание большого количества клиентов в банковском учреждении возможно только с хорошо автоматизированными процессами. Работники банка должны быть хорошо мотивированы, это будет способствовать повышению их производительности.
Розничные банки постоянно работают над открытием новых точек продаж. При разработке годовой концепции развития кредитного учреждения, в этот план включается количество новых точек продаж и место их расположения, затраты, которые понадобятся для реализации этого.
Розничные банки Германии пытались расширить свою клиентскую базу при помощи индивидуальных клиентов. Это было сложно реализовать из-за роста конкуренции со стороны небанковских и квазибанковских учреждений, некоторые из этих учреждений предоставляют свои услуги в режиме онлайн. Один из американский банков, Washington Mutual Inc. применил в своей работе новую модель розничного банка. Это нововведение предусматривает формирование более свободного воздействия с клиентами. Такой подход был реализован в рамках филиала «Occasio», в точках этого филиала расположены компьютерные киоски вместо касс. В этих киосках, клиенты при помощи консультантов могут потребовать любую необходимую информацию, осуществить платеж, купить инвестиционные продукты.